# Agrotis basilinea
Agrotis basilinea är en fjärilsart som beskrevs av Peerdeman 1962. Agrotis basilinea ingår i släktet Agrotis och familjen nattflyn. Inga underarter finns listade i Catalogue of Life.